# Wushan (sockenhuvudort i Kina, Jiangxi Sheng, lat 29,45, long 115,66)
Wushan är en sockenhuvudort i Kina. Den ligger i provinsen Jiangxi, i den sydöstra delen av landet, omkring 88 kilometer norr om provinshuvudstaden Nanchang. Antalet invånare är 12 132. Befolkningen består av 5 827 kvinnor och 6 305 män. Barn under 15 år utgör 18,0 %, vuxna 15-64 år 70 %, och äldre över 65 år 10,0 %.
Runt Wushan är det ganska tätbefolkat, med 222 invånare per kvadratkilometer. Närmaste större samhälle är Puting, 16,6 km sydost om Wushan. I omgivningarna runt Wushan växer huvudsakligen savannskog.
Genomsnittlig årsnederbörd är 2 141 millimeter. Den regnigaste månaden är maj, med i genomsnitt 334 mm nederbörd, och den torraste är januari, med 59 mm nederbörd.